# Ulič
Ulič es un municipio del distrito de Snina, en la región de Prešov, Eslovaquia. Según el censo de 2021, tiene una población de 825 habitantes.
Está ubicado al este de la región, en el valle del río Cirocha (cuenca hidrográfica del río Tisza) y cerca de la frontera con Ucrania y Polonia.

## Demografía
| Año        | 1994 | 2004    | 2014     | 2024     |
| ---------- | ---- | ------- | -------- | -------- |
| Población  | 1128 | 1038    | 907      | 808      |
| Diferencia |      | −7,97 % | −12,62 % | −10,91 % |

| Año        | 2023 | 2024    |
| ---------- | ---- | ------- |
| Población  | 810  | 808     |
| Diferencia |      | −0,24 % |